# Senufo (Volk)

Verbreitung der Senufo-Sprachen

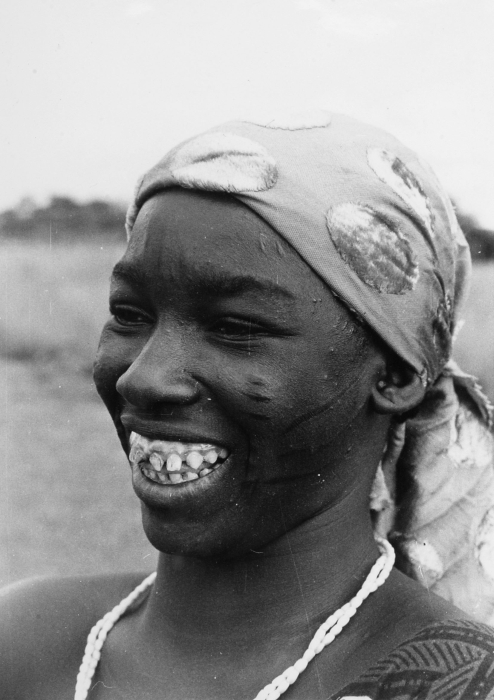
Eine Frau der Senufo mit eingeritzten Stammeszeichen aus der Zeit um 1966

Die Senufo sind eine im Norden der Elfenbeinküste, im Süden Malis und im Westen Burkina Fasos lebende Ethnie mit etwa drei Millionen Menschen. 
Sie sprechen etwa 20 verschiedene, zu den Niger-Kongo-Sprachen gehörige, Senufo-Sprachen.
Die Senufo sind im 15. und 16. Jahrhundert aus dem Gebiet des heutigen Mali in ihr heutiges Besiedlungsgebiet gewandert.
Sie gründeten u. a. das Königreich Kenedugu.
Das Volk ist für die Herstellung von Holzmasken sowie Figuren und Gerätschaften des Poro-Geheimbundes bekannt. Aus Bronze werden Masken, menschliche Figuren und Schmuck gefertigt. Der Poro bestimmt zum Teil immer noch das religiöse und soziale Leben der Senufo.
Neben Trommeln und anderen Rhythmusinstrumenten ist das Balafon ein wichtiger Teil der Sefuno-Musik.
Daher wurden 2012 Die kulturellen Bräuche in Verbindung mit dem Balafon der Senufo-Gemeinschaften in Mali, Burkina Faso und Elfenbeinküste von der UNESCO in die Repräsentative Liste des immateriellen Kulturerbes der Menschheit aufgenommen.